# Bouchavesnes-Bergen
Bouchavesnes-Bergen is een gemeente in het Franse departement Somme (regio Hauts-de-France) en telt 326 inwoners (1999). De plaats maakt deel uit van het arrondissement Péronne.

## Geografie
De oppervlakte van Bouchavesnes-Bergen bedraagt 10,0 km², de bevolkingsdichtheid is 32,6 inwoners per km².
De onderstaande kaart toont de ligging van Bouchavesnes-Bergen met de belangrijkste infrastructuur en aangrenzende gemeenten.

## Demografie
Onderstaande figuur toont het verloop van het inwonertal (bron: INSEE-tellingen).